# Odontesthes gracilis
Odontesthes gracilis es una especie marina del género de peces Odontesthes, de la familia Atherinopsidae en el orden Atheriniformes. Habita en aguas de Chile al sudoeste de América del Sur, y es denominada comúnmente pejerrey de Juan Fernández. 

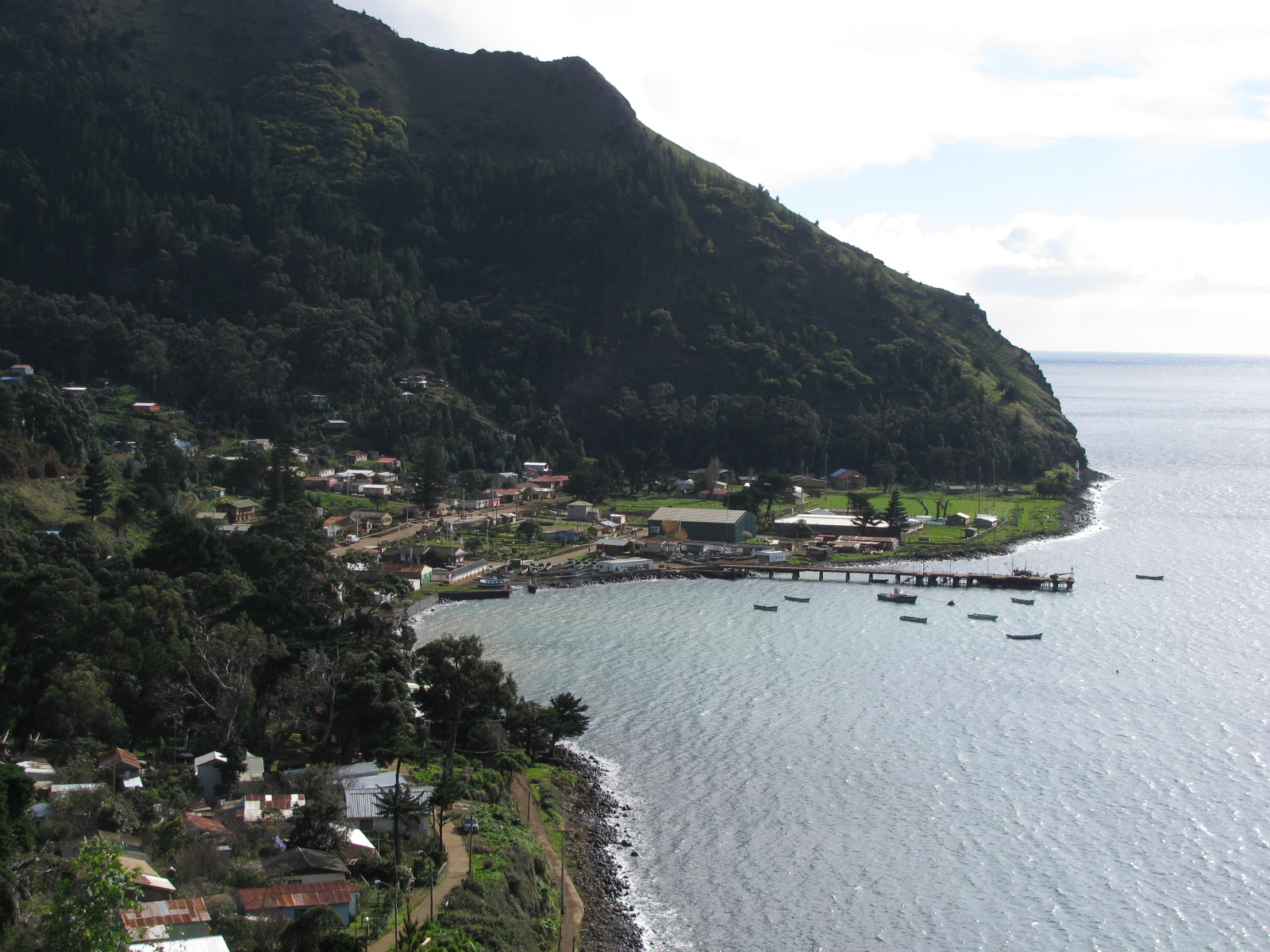
Bahía Cumaberland, en la isla Robinson Crusoe; el hábitat de esta especie.

## Distribución y hábitat
Odontesthes gracilis es endémica de las aguas marinas templadas del archipiélago de Juan Fernández en pleno océano Pacífico al oeste de Chile central. Esta especie conforma el subgénero Austromenidia.   

## Taxonomía
Esta especie fue descrita originalmente en el año 1898 por el zoólogo austríaco, destacado en ictiología Franz Steindachner.
- Localidad tipo

La localidad tipo es: «Isla Robinson Crusoe, archipiélago de Juan Fernández, Chile».